# Steve Carver
Steve Carver (ur. 5 kwietnia 1945 w Nowym Jorku, zm. 8 stycznia 2021 w Los Angeles) – amerykański reżyser, producent filmowy i fotograf. Zasłynął głównie jako twórca filmów akcji; m.in. z udziałem Chucka Norrisa. W latach 90. porzucił branżę filmową i zajął się fotografią.

## Filmografia
- Arena (1974)
- Sroga mama (1974)
- Capone (1975)
- Drum (1976)
- Wyścig Charliego (1979)
- Oko za oko (1981)
- Samotny wilk McQuade (1983)
- Kanciarze (1986)
- Kuloodporny (1987)
- Rzeka śmierci (1989)